# Tiironkari (ö i Egentliga Finland, Nystadsregionen, lat 60,61, long 21,31)
Tiironkari är en ö i Finland.   Den ligger i kommunen Gustavs i den ekonomiska regionen Nystadsregionen och landskapet Egentliga Finland, i den sydvästra delen av landet, 200 km väster om huvudstaden Helsingfors.